# Borgan
Borgan est une île habitée de la commune de Nærøysund , en mer de Norvège dans le comté de Trøndelag en Norvège.

## Description
L'île de 6,2 km2 appartient à l'archipel de Vikna. Elle se trouve à environ 3 kilomètres au nord de la plus grande île d'Ytter-Vikna et l'île de Kalvøya se trouve immédiatement au nord de Borgan.
Borgan n'est pas accessible par la route, mais il existe une liaison par ferry vers Ramstadlandet sur Ytter-Vikna. La plupart des habitants de l'île vivent du côté sud de l'île. Des traces de peuplement de l'ère viking ont été trouvées sur l'île.

### Réserva naturelle
Borgan fait partie de la réserve naturelle de Borgan et Frelsøy.

## Galerie

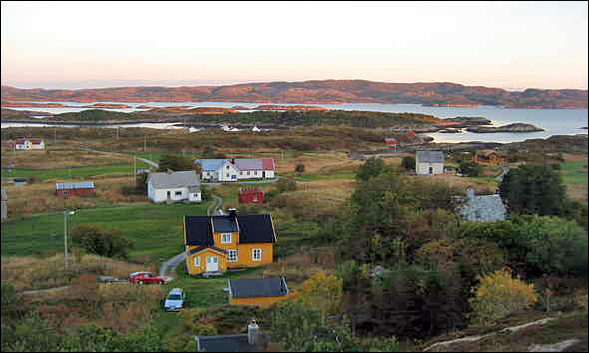
Village sur Borgan
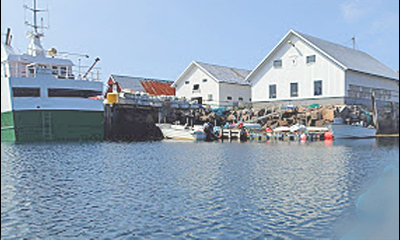
Port de Borgan